# Виноградник Монмартра

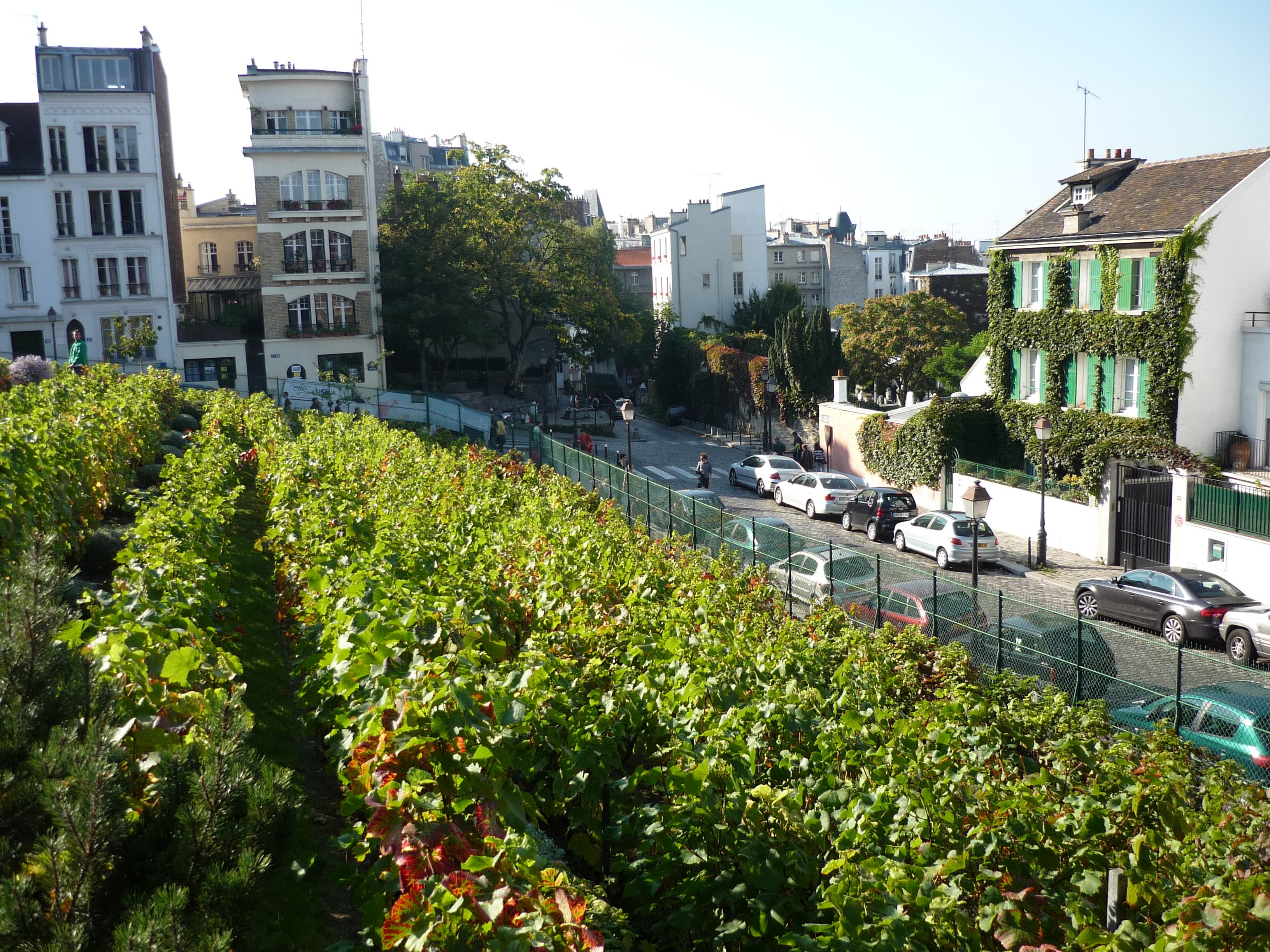
Виноградники Монмартра

Виноградник Монмартра (фр. la vigne de Montmartre, официальное название Clos-Montmartre) расположен в XVIII округе Парижа на углу улиц де-Соль и Сен-Венсен.

## Описание
Виноградник Монмартра занимает участок площадью в 1566 м², на котором произрастает 1762 виноградные лозы, что ежегодно позволяет получать 400—500 литров монмартрского вина (900—1000 бутылок). Всего здесь культивируется 27 сортов винограда, из которых 75 % составляет гаме, 20 % пино нуар, есть также несколько лоз рислинга, белого совиньона, гевюрцтраминера и других.
Опытный профессиональный энолог Франсис Гурден (фр. Francis Gourdin), нанятый мэрией XVIII округа Парижа, с1995 года работает над улучшением качества вина.
Начиная с 1934 года в первую субботу октября здесь традиционно проходит Праздник нового вина (фр. Fête des vendanges de Montmartre или просто фр. Vendanges). Каждый год по сложившейся традиции избираются крёстный отец и крёстная мать праздника, проходит распродажа монмартрского вина марки «Кло Монмартр», выручка от которой идёт на социальные проекты мэрии XVIII округа Парижа.

## История
Впервые виноградники Монмартра упоминаются в исторических хрониках эпохи Каролингов в 944 году н. э.
На протяжении средних веков ещё со времен римского владычества виноградарство было одним из основных занятие жителей Монмартра, значительная часть которого и в целом пригородов Парижа были покрыты виноградниками. В частности, производством вина занимались настоятельницы ныне несуществующего бенедиктинского монастыря в XII веке. По легенде, первая лоза виноградников Монмартра была посажена ещё первой аббатисой и основательницей этого монастыря бывшей королевой Франции Аделаидой Савойской. Это вино поставляли королевскому двору. В ту пору на Монмартре, не входившем ещё в состав Парижа, появилось множество таверн, кабаре, кабаков, которые пользовались немалой популярностью из-за большей ценовой доступности спиртного, поскольку в Париже вино облагалось ввозной пошлиной. О монмартрском вине поговаривали, что оно «заставляет скакать, как коза». Кроме того, оно славилось мочегонным действием: недаром появилась поговорка: «Вино с Монмартра — оно такое: выпьешь пинту, выписаешь кварту». Вследствие нескольких разорительных войн монастырь обеднел и вынужден был продать часть земли местным виноделам при одном условии, что на этих землях будут продолжать выращивать виноград, и это был мудрый коммерческий ход, ведь единственный виноградный пресс на Холме принадлежал тем же самым Монмартрским Дамам. Благодаря упорному труду новых хозяев виноградник Монмартра стал давать вина: Sacalie, знаменитое «Капля золота» (Goutte d’Or), «Виноградник Берто» (Clos Berthaud), «Дикарка» (Sauvageonne), Vigne de Bel-Air…
В 1859 году Монмартр входит в состав Парижа, виноградников остаётся здесь всё меньше, винодельческая традиция приходит в упадок, участки на юго-западном и южном склонах застраиваются домами. K счастью, в 1929 году художник-иллюстратор и филантроп Франсиск Пульбо, узнав о планируемой обширной жилой застройке на месте старинного сада Аристида Брюана на улице Соль, вместе со своими друзьями решил спасти это историческое место.
Возрождение началось лишь в 1930-х. В 1933 году жители Монмартра восстановили виноградник на единственном свободном участке на северной стороне. Винограду удалось выжить в этом совершенно не приспособленном для него месте, но вино из него даже при разбавлении другими сортами получалось весьма посредственным. До 1995 года вино Монмартра оставалось исключительно сувенирным продуктом не самого лучшего качества, которое с тех пор было заметно улучшено, и теперь, как говорят французы, монмартрское вино «вполне можно пить».